# Lluís Rubió i Bosch
Lluís Rubió i Bosch (Barcelona, 1920 - Barcelona, 2012) fou un jugador d'hoquei sobre patins català de la dècada de 1940.

## Trajectòria
A començament dels quaranta jugà pel CH Turó, Club Patí i Unió Club. L'any 1943 fitxà pel RCD Espanyol, on jugà durant set temporades i guanyà set Campionats de Catalunya i quatre d'Espanya.
El 1947 formà part de la primera selecció espanyola de la història, que acabà en tercera posició al Campionat del Món. També jugà amb la selecció catalana (dita de Barcelona).

## Palmarès
RCD Espanyol
- Campionat de Catalunya:
  - 1943, 1944, 1946, 1947, 1948, 1949, 1950
- Campionat d'Espanya:
  - 1944, 1947, 1948, 1949